# (35260) 1996 HA25
1996 HA25 (asteroide 35260) é um asteroide da cintura principal. Possui uma excentricidade de 0.20173580 e uma inclinação de 1.40530º.
Este asteroide foi descoberto no dia 20 de abril de 1996 por Eric Walter Elst em La Silla.